# Adolf Jensen
Adolf Jensen (ur. 12 stycznia 1837 w Królewcu, zm. 23 stycznia 1879 w Baden-Baden) – niemiecki kompozytor i pianista.

## Życiorys
Jego dziadek Wilhelm Martin był organistą, pedagogiem i wydawcą, ojciec Julius natomiast kopistą nut i nauczycielem gry na fortepianie. Studiował w Królewcu u Edwarda Sobolewskiego, następnie kontynuował naukę u Louisa Ehlerta, Louisa Köhlera i Friedricha Marpurga. W 1856 roku pracował jako nauczyciel muzyki w Grodnie, następnie w latach 1857–1858 był kapelmistrzem teatrów w Poznaniu, Bydgoszczy i Kopenhadze. W 1861 roku wrócił do rodzinnego Królewca, gdzie objął posadę dyrektora akademii muzycznej. Swoją działalnością przyczynił się do podniesienia poziomu życia muzycznego w tym mieście. Od 1866 do 1868 roku uczył gry na fortepianie w szkole Karola Tausiga w Berlinie. W kolejnych latach przebywał w Dreźnie (1868), Merano (1869), Grazu (1870) i Baden-Baden (1875). Zmarł na gruźlicę.
Należał do przedstawicieli romantyzmu w muzyce niemieckiej, przez współczesnych ceniony był przede wszystkim jako pianista i pedagog. Utrzymywał kontakty z czołowymi kompozytorami swojej epoki, m.in. z Brahmsem, Berliozem, Bülowem i Corneliusem. Był wielbicielem twórczości Roberta Schumanna, którego naśladował w swoich licznych pieśniach. Skomponował operę Die Erbin von Montfort, przeredagowaną później do nowej wersji przez Wilhelma Kienzla pt. Turandot.